# Estadio José Pachencho Romero
 (mars 2025).
L'Estadio José Pachencho Romero (Stade José Pachencho Romero) est un stade omnisports situé à Maracaibo, capitale de l'état de Zulia au Venezuela, inauguré en 1971. Il est utilisé principalement pour les matches de football, notamment ceux de l'Unión Atlético Maracaibo. Sa capacité est de 45 000 places.

## Histoire
Le stade est construit en 1971 pour accueillir les jeux sportifs bolivariens, il a alors une capacité de

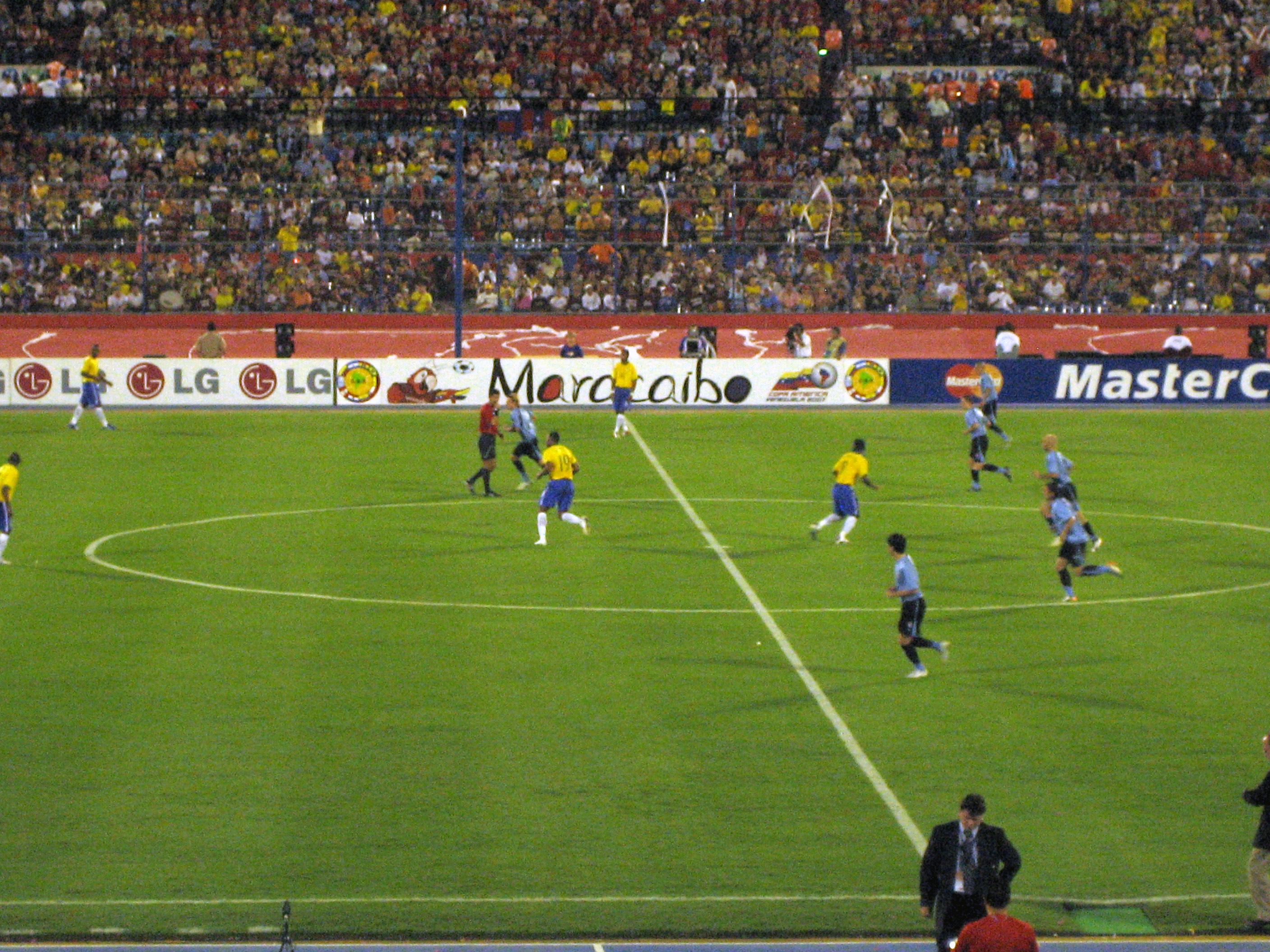
Demi-finale de la Copa America 2007.

30 000 places et comporte une piste en béton pour le cyclisme. Il porte le nom d'un athlète de l'état de Zulia. En 1988, il est rénové à l'occasion des jeux de l'Amérique centrale et des Caraïbes.
Le stade a été reconstruit pour accueillir la Copa America 2007, la piste a été enlevée et une nouvelle tribune sur le côté gauche du stade a été construite amenant la capacité du stade à 45 000 places. Il accueille trois matches du premier tour, une demi-finale (Brésil-Uruguay) et la finale opposant le Brésil à l'Argentine. 
Le 2 juillet 2007, lors de la  Copa America, le président de la Confédération sud-américaine de football Nicolas Leoz annonce que le stade Pachencho Romero sera l'hôte de la Coupe du monde U-15 2008.

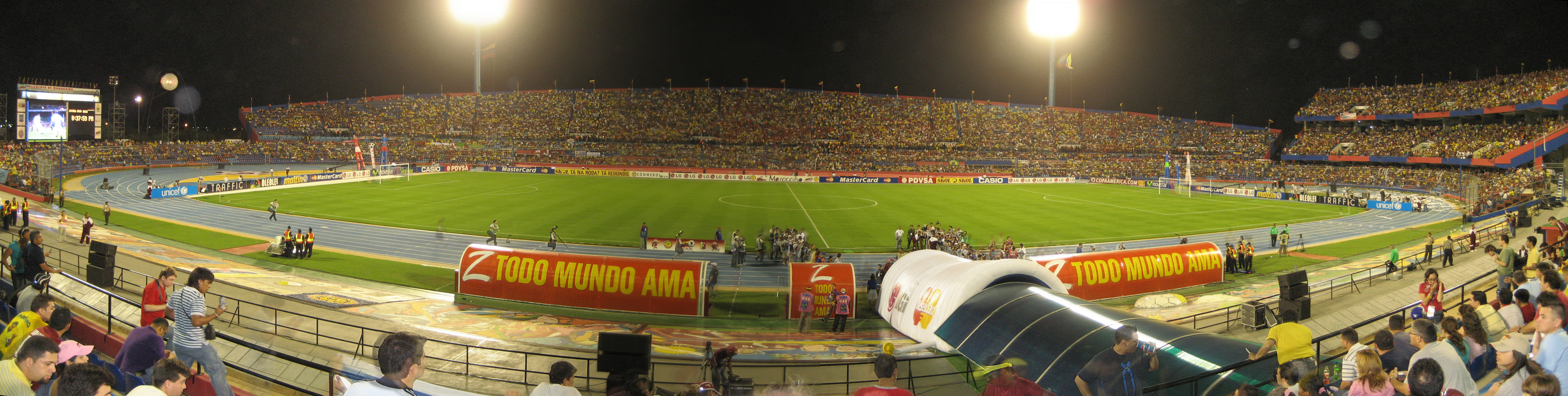
Vue panoramique.

Le stade appartient à un conglomérat de plusieurs stades connu comme "Polideportivo Luis Aparicio Jr." qui possède aussi, entre autres Luis Aparicio el Grande (baseball) et Belisario Aponte Pedro Elías Gym (basket-ball).
Il est actuellement le second stade du pays en termes de capacité d'accueil de spectateurs.